# 弗朗茨·馮·拜羅斯
弗朗茨·馮·貝羅斯（德語：Franz von Bayros，1866年5月28日-1924年4月3日）是一位奧地利商業藝術家、插畫家和畫家，以其備受爭議的梳妝台故事集而聞名。他屬於藝術中的頹廢運動，經常利用色情主題和幻想圖像。